# ماري كرايغ سنكلير
ماري كرايغ سنكلير (بالإنجليزية: Mary Craig Sinclair)‏ هي كاتِبة أمريكية، ولدت في 12 فبراير 1882 في غرينوود في الولايات المتحدة، وتوفيت في 26 أبريل 1961 في مونروفيا في الولايات المتحدة.